# Vinterfestuka
Vinterfestuka (no. "Vinterfestveckan") i Narvik, Norge, är en musikfestival med järnvägshistorisk plattform. Vinterfestuka arrangerades först år 1956 och hette då Fransk festival. Sedan dess har festivalen ägt rum i mars varje år, och är därmed Norges näst äldsta kulturfestival. Ursprunget i Vinterfestuka är baserat på historier, myter och fakta från bygget av Malmbanan mellan Narvik och Kiruna vid sekelskiftet 1900. Viktiga symboler för Vinterfestuka är Rallaren, Svarta Björn och Ofotbanen (Malmbanan på norska sidan). Idag är Vinterfestuka en modern festival där alla kulturyttringar kommer till uttryck men tonvikten är musik av alla stilar. Festivalen besöks av världsartister som lockar upp till 1000 besökare på Vinterfestukas största inomhusscen, Lokstall 1, en unik byggnad i centrala Narvik ursprungligen avsedd för ånglok. Festivalen lockar varje år cirka 45 000[källa behövs] besökare.
11 mars 2020 rapporterades det att VU ställs in på grund av coronaviruset.(på norska)